# Гаинса, Агустин
Агусти́н Гаи́нса Бика́нди (исп. Agustín Gaínza Bikandi; 28 мая 1922 Басаури — 7 января 1995, Басаури) — испанский футболист, играл на позиции нападающего. . По завершении игровой карьеры — тренер.
Выступал за баскский клуб «Атлетик Бильбао», а также национальную сборную Испании.
Двукратный чемпион Испании. Семикратный обладатель Кубка Испании по футболу. Обладатель Кубка Испании по футболу (как тренер).

## Клубная карьера
Родился 28 мая 1922 года в городе Басаури. Воспитанник футбольной школы клуба «Атлетик Бильбао». Взрослую футбольную карьеру начал в 1940 году в основной команде того же клуба, цвета которого и защищал на протяжении всей своей карьеры, длившейся двадцать лет. Большинство времени, проведенного в составе «Атлетика», был основным игроком атакующей линии команды. Является шестым бомбардиром клуба в истории, за который забил 148 голов в 489 матчах во всех турнирах.

## Выступления за сборную
В 1945 году дебютировал в официальных матчах в составе национальной сборной Испании. В течение карьеры в национальной команде, которая длилась 11 лет, провел в форме главной команды страны 33 матча, забив 10 голов.
В составе сборной был участником чемпионата мира 1950 года в Бразилии.

## Карьера тренера
Начал тренерскую карьеру, вернувшись к футболу после небольшого перерыва, в 1965 году, возглавив тренерский штаб клуба «Атлетик Бильбао». Опыт тренерской работы ограничился этим клубом.
Скончался 7 января 1995 года на 73-м году жизни в городе Басаури.

## Титулы и достижения

### Как игрока
- Чемпион Испании (2):

«Атлетик Клуб»: 1943, 1956
- Обладатель Кубка Испании по футболу (7):

«Атлетик Клуб»: 1943, 1944, 1945, 1950, 1955, 1956, 1958
- Обладатель Кубка Эвы Дуарте (1):

«Атлетик Бильбао»: 1950

### Как тренера
- Обладатель Кубка Испании по футболу (1):

«Атлетик Клуб»: 1969